# Alvīr
Alvīr (persiska: الوير) är en ort i Iran.   Den ligger i provinsen Markazi, i den nordvästra delen av landet, 130 km väster om huvudstaden Teheran. Alvīr ligger 1 791 meter över havet och antalet invånare är 435.
Terrängen runt Alvīr är kuperad åt sydost, men åt nordväst är den platt. Runt Alvīr är det ganska glesbefolkat, med 27 invånare per kvadratkilometer. Närmaste större samhälle är Kabūd Kamar, 5,9 km norr om Alvīr. Trakten runt Alvīr består i huvudsak av gräsmarker.